# Otard
Otard ist eine der traditionsreichsten Cognac-Brennereien mit Sitz im Schloss von Cognac in Frankreich. Bis zum Aufkauf der Marke durch den italienischen Konzern Martini & Rossi S.p.A. im Jahr 1991 war das Unternehmen in Familienbesitz. Heute ist Otard eine Tochter des US-amerikanischen Bacardi-Konzerns, der seinen Firmensitz auf den Bermudas hat.

## Familiengeschichte

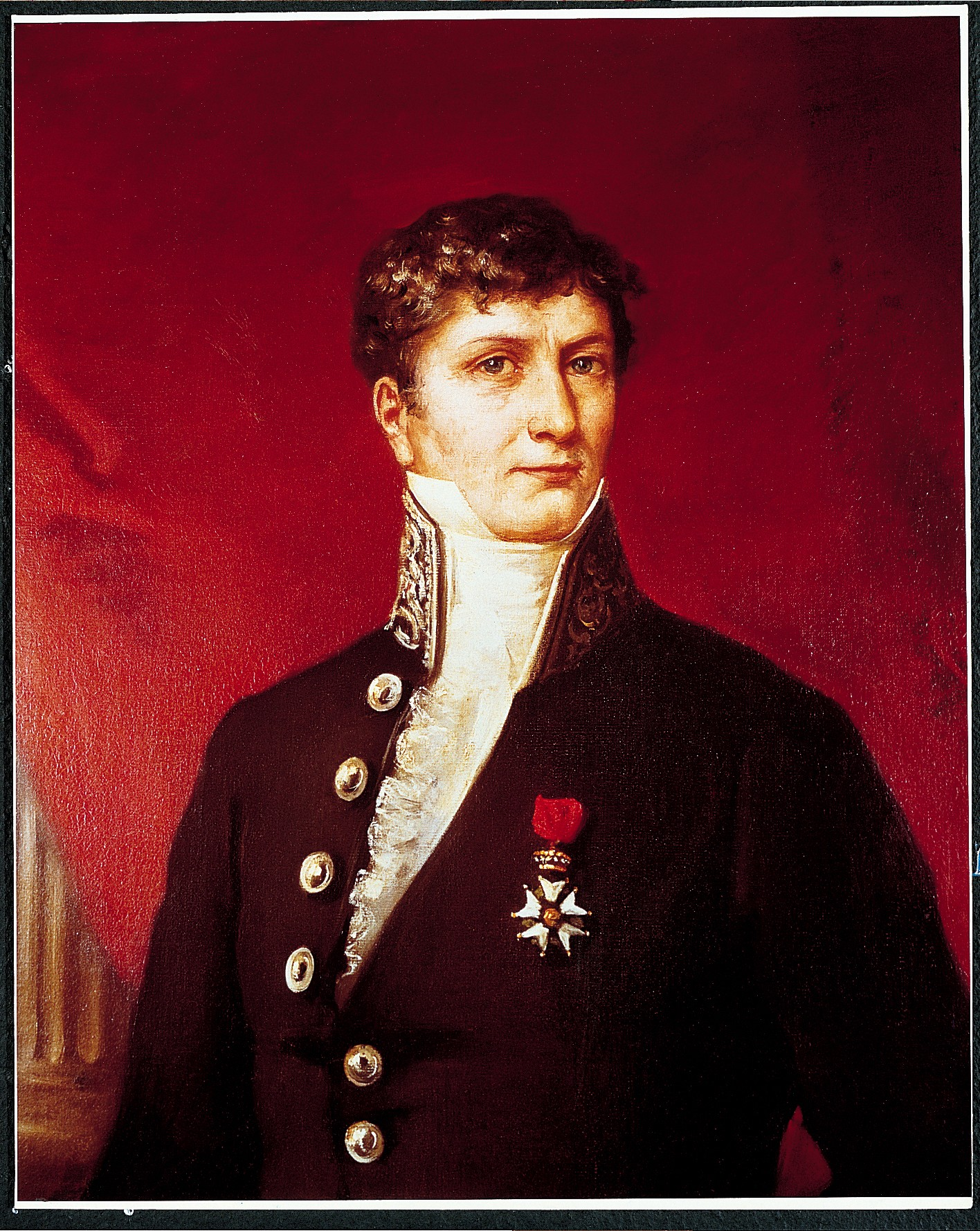
Baron Jean-Baptiste Antoine Otard mit dem Orden der Ehrenlegion

### Ahnen
Gründer des Unternehmens war der französische Adlige Jean-Baptiste Antoine Otard (1763–1824), der seinen Stammbaum auf einen Wikinger mit Namen Ottar zurückführte; der im 9. Jahrhundert nach Schottland geflohen war. Familiensitz war das Dunnottar Castle bei Aberdeen in Schottland. Als Anhänger der katholischen Stuarts folgte der Urgroßvater des Firmengründers seinem König Jakob II. (engl.: James II.) im Verlauf der Glorious Revolution (1688) ins Exil nach Frankreich.
James O’Tard kämpfte erfolgreich in Diensten Ludwigs XIV. und erlangte deshalb im Jahre 1701 die erbliche Baronswürde. Die Familie ließ sich in der Umgebung von Cognac nieder und widmete sich der Destillation von Wein zu Eau de vie, wobei ihr sicherlich Kenntnisse – und wahrscheinlich auch Fachleute – der Whisky-Brennerei aus ihrer schottischen Heimat von Nutzen waren.

### Firmengründer
Als Angehöriger des französischen Adels wurde Jean-Baptiste Antoine Otard, der zeitweilige Bürgermeister der Stadt, in der Zeit der Französischen Revolution im Jahre 1793 verhaftet und zum Tode verurteilt, doch wurden er und andere Gefängnisinsassen durch den Pöbel befreit. Er floh nach England, kehrte jedoch nach kurzer Zeit zurück und erwarb ein Jahr nach der Gründung des Unternehmens im Jahre 1796 das von den Revolutionären als Nationalgut (bien national) beschlagnahmte Schloss von Cognac im Rahmen einer Auktion.
Im Jahre 1804 wurde er zum Bürgermeister von Cognac gewählt und behielt diese Position bis zu seinem Tod (1824) im Alter von 61 Jahren. Zwei Jahre zuvor war er zum Mitglied der Ehrenlegion (légion d’honneur) ernannt worden. Sein Herz wurde in der Kirche Saint-Léger beigesetzt.

## Schlosskeller

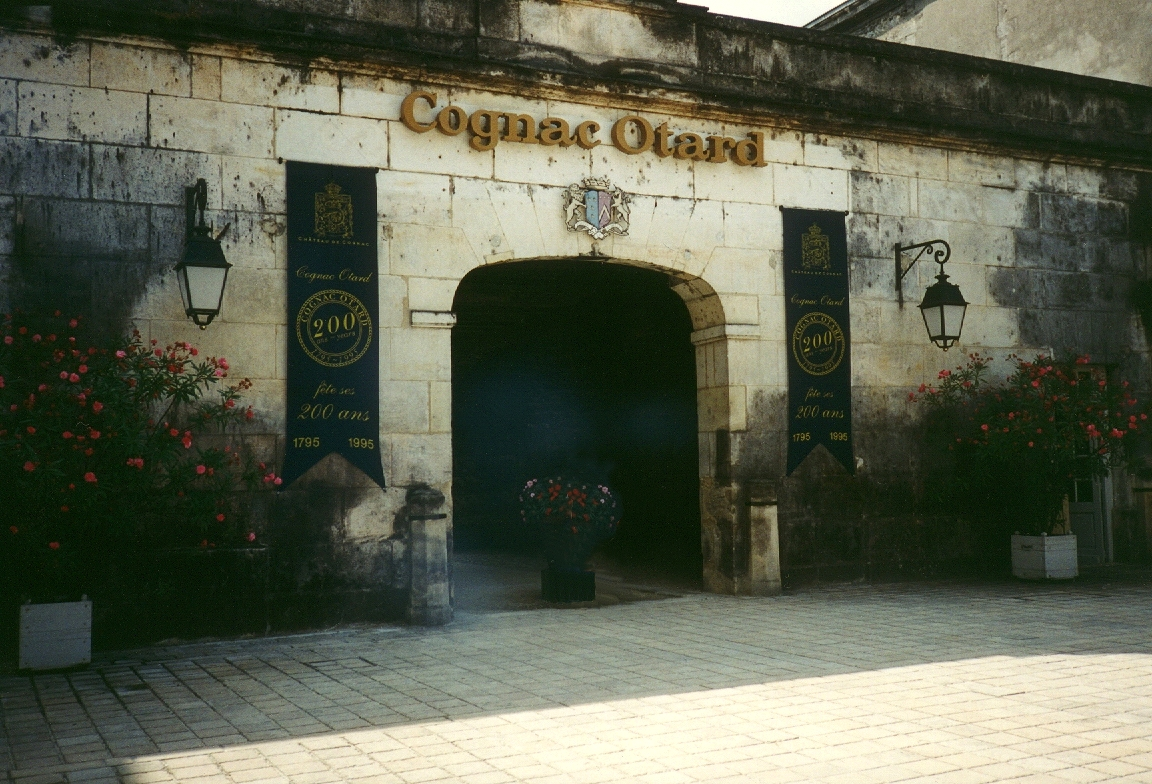
Firmensitz im Schloss Cognac

Die Kellereien von Otard erstrecken sich über große Flächen im Schloss von Cognac sowie in neueren Nebengebäuden, wobei die Barrique-Fässer in mehreren Ebenen übereinander gestapelt werden. Die teilweise mehrere Meter dicken Wände und Gewölbe der alten Schlosskeller sind – aufgrund der hohen Luftfeuchtigkeit von ca. 90 % und einer sommers wie winters gleichbleibenden Temperatur von ca. 15 °C – von einem dunklen Pilzgewebe (torula compniancensis) überzogen, das sich von den Ausdünstungen ernährt. Die hohe Luftfeuchtigkeit sorgt für eine geringere Verdunstungsrate als in trockenen Lagerräumen; andererseits diffundiert anteilig mehr Alkohol.

## Produkte
- 1795 Extra – Spitzencognac aus Weintrauben der ‘Grande Champagne’; gereift in einem separaten Kellergewölbe im Schloss
- Fortis et Fidelis – Cognac der Extraklasse
- XO Gold – Verschnitt von Grande-Champagne-Trauben mit denen der ‘Fins Bois’ und der ‘Borderies’
- Napoleon – Verschnitt aus ‘Grande Champagne’ und ‘Petite Champagne’ mit Anteilen der ‘Borderies’ und der ‘Fins Bois’
- VSOP – Verschnitt aus ‘Grande und Petite Champagne’ mit einem Anteil von mindestens 50 % ‘Grande Champagne’
- VS – Verschnitt bester Trauben

Sondereditionen
- 1972 – Jahrgangscognac aus ‘Petite-Champagne’-Trauben (nur 2.500 Flaschen wurden produziert)
- 1975 – Jahrgangscognac aus ‘Grande-Champagne’-Trauben (nur 1.000 Flaschen wurden produziert)